# Papelucho
Papelucho es una serie literaria infantil creada por la escritora chilena Marcela Paz, que narra las aventuras cotidianas de un niño chileno.
Papelucho se basa en las experiencias de la autora en su infancia y los libros están escritos en la forma de un diario de vida escrito por el personaje principal. Son los más leídos durante la edad escolar en Chile, a tal grado que algunos forman parte del plan de lectura obligatoria.
El protagonista, Papelucho, es un niño de ocho años, que aparentemente no cumple más edad, cuyas aventuras ocurren principalmente dentro de su cabeza. Su ingenio e imaginación para interpretar las cosas cotidianas de la vida lo han transformado en el personaje infantil más querido y leído de la narrativa chilena. Una de sus características más notorias es la intención de querer solucionar los problemas, las cuales, al introducirse en un acto concreto, terminan por dejar las cosas peor que como estaban originalmente.
Publicado por primera vez en 1945, aunque la primera obra de la serie nunca ha sido publicada por decisión en primera instancia de su autora y posteriormente de sus hijos. En este primer libro se tocaría el tema de la separación matrimonial, tema tabú para la época.  Posteriormente la serie se prolongó hasta 1974, aunque las sucesivas reediciones llegan hasta hoy. Una peculiaridad de la obra es que no adopta un tono moralista, muy típico de la época en que fue escrito. Los padres no parecen ser modelos de virtud y la vida del niño transcurre en un clima de cierta soledad. El lenguaje peculiar del texto, los giros idiomáticos y los errores gramaticales le dan gran viveza y atractivo a su lectura.

## Libros
La serie Papelucho comprende doce libros:
- Papelucho (1947)

Papelucho piensa que accidentalmente ha envenenado a Domitila, la empleada de su casa, este incidente lo motiva a escribir un diario de vida donde comienza a narrar su vida cotidiana en casa, con sus amigos y en el colegio.
- Papelucho casi huérfano (1951)

Cuando la familia de Papelucho debe viajar a Estados Unidos, sus padres y su hermano mayor lo engañan para no llevarlo, por lo que termina en un pequeño pueblo rural alojado primero en la casa de su tía Rosario y luego en la del cura del pueblo, transcurrirán una serie de aventuras en la calle.
- Papelucho historiador (1955)

Es el más regionalista de todos. En este tomo Papelucho irá explorando la historia de América y luego la de Chile relatándola en forma tan divertida que rompe con la monotonía de los textos de estudio. Los chilenismos en Papelucho historiador son notorios ya que el libro trata casi exclusivamente de la historia chilena (y también en la tapa se ve a Papelucho enarbolando una bandera chilena), por lo que ha tenido poco éxito en el resto de Latinoamérica y Europa.
- Papelucho detective (1957)

Papelucho se convierte en testigo de un crimen que presenció por mera casualidad. Los sucesos del libro transcurren entre hechos policiales, pero narrados desde el punto de vista de un niño.
- Papelucho en la clínica (1958)

El libro transcurre durante la estadía de Papelucho en la clínica a causa de una equivocada operación de apéndice, en donde hace de las suyas con su imaginación junto a otro enfermo anciano, del cual se hace muy amigo.
- Papelucho perdido (1960)

Mientras la familia se prepara para hacer un viaje en tren a Arica, Papelucho y su pequeña hermana Jimena acaban tomando el tren equivocado y terminan en Osorno, donde acaban viviendo extrañas y absurdas peripecias tanto en la ciudad como en el campo.
- Mi hermana Ji, por Papelucho (1964)

Jimena, la hermana de Papelucho que nace al final de Papelucho detective, crece y él se ve enfrentado al problema de adaptarse a ese nuevo integrante de su familia ya que es la única persona que posee una conexión genuina con la niña.
- Papelucho misionero (1966)

Cuando los padres de Papelucho le informan que se mudaran a África, el muchacho decide aprovechar la oportunidad para actuar como misionero una vez estén en el nuevo país; allí, como es su costumbre, acaba extraviado mientras se hace amigo de personas y animales locales e incluso termina involucrándose con traficantes de diamantes.
- Papelucho y el marciano (1968)

Det, un niño marciano, cae a la Tierra y se introduce en el interior de Papelucho para sobrevivir. Se hacen amigos y juntos deciden buscar una forma para que pueda regresar a Marte.
- Papelucho: Mi hermano hippie (1971)

Javier, el hermano mayor de Papelucho se ha convertido en un hippie, dejando consternada a su familia por su nuevo estilo de vida.
- Papelucho en vacaciones (1971)

El padre de Papelucho decide que la familia viaje al sur y pase sus vacaciones acampando; sin embargo, cuando las mal planificadas vacaciones terminan hechas un desastre, Papelucho nuevamente acaba extraviado, esta vez en la precordillera junto a un grupo de niños que conoce en el lugar.
- Papelucho: ¿soy dix-leso? (1974)

Cuando los padres de papelucho descubren que el niño sufre dislexia deciden retirarlo temporalmente del colegio. Papelucho, aburrido por permanecer tanto tiempo en casa, nuevamente se mete en problemas cuando sin saberlo conoce a un par de ladrones de autos. Debido a esta situación, sumado a una serie de incidentes muy absurdos, él y un teniente de carabineros terminan viajando juntos mientras huyen de una banda criminal.
- Adiós planeta, por Papelucho (2017)

Tras iniciar las vacaciones de verano, Papelucho se gana una bicicleta nueva en un concurso, sin embargo esto le acarrea una serie de los típicos malentendidos en los que suele verse involucrado, por lo que Urquieta, su compañero de salón, decide invitarlo a veranear a su parcela. Lamentablemente, ambos deciden viajar hasta el lugar por sus propios medios y sin compañía de adultos, por lo que los problemas no han hecho más que empezar.
- Papelucho, Romelio y el castillo (2017)

La familia de Marcela Paz publicó este libro de manera póstuma, llamada de un principio Papelucho doctor, en la que el personaje se ve enfrentado a la diabetes, enfermedad que sufría Marcela Paz. Ella puso mucha dedicación a este trabajo, que no alcanzó a publicar.
- Mis cartas a Papelucho (2018)

Frente a la casa de Papelucho vive una niña que se siente abrumada por su relación con su familia y su paso desde la niñez a la adolescencia, por ello comienza a enviar cartas a papelucho, iniciando así una amistad por correspondencia donde puede expresar sus emociones y desahogarse.

## Traducciones

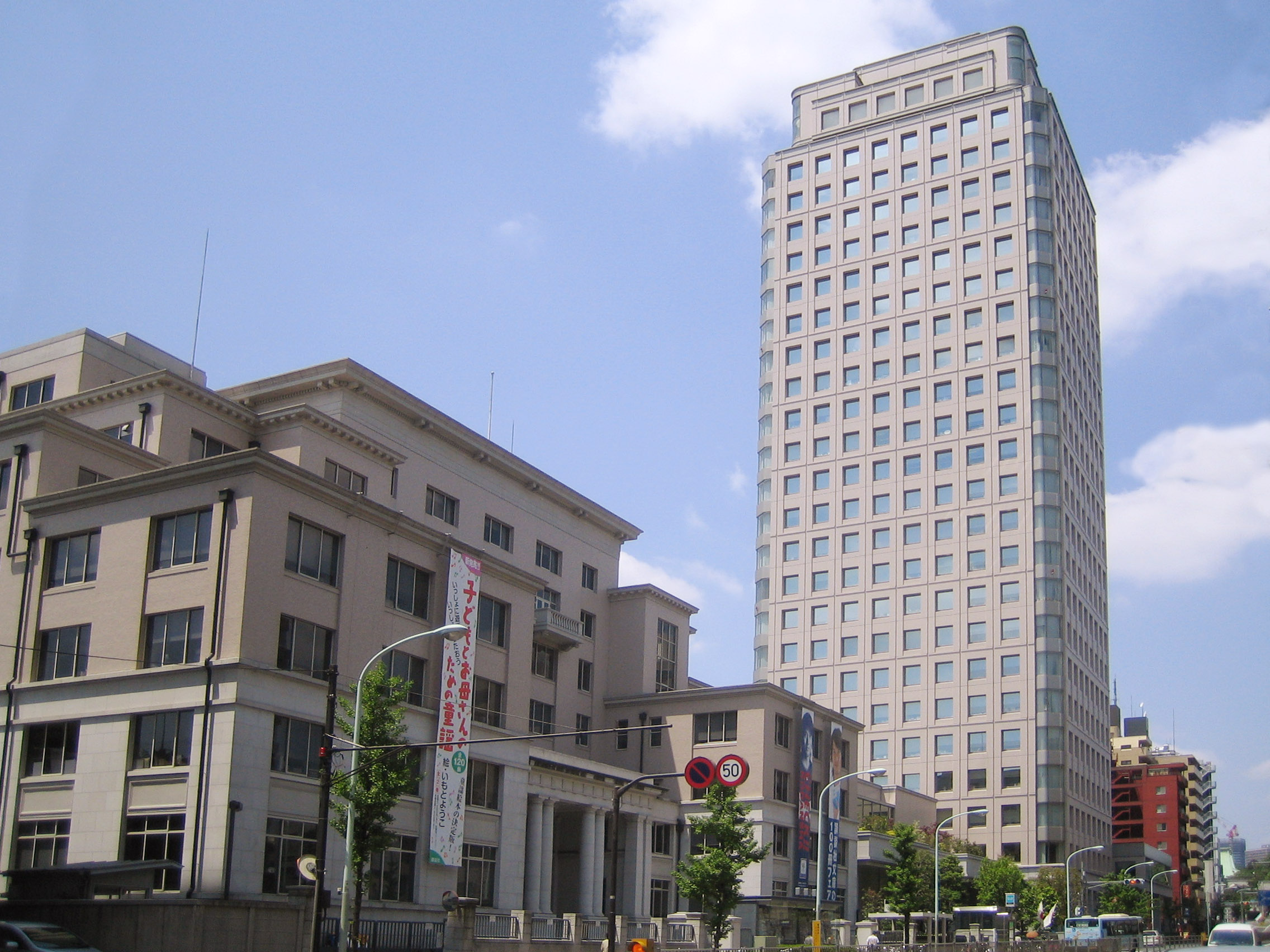
Kōdansha, una de las principales editoriales de Japón, publicó Papelucho en japonés en 1972 con ilustraciones de la hija de Marcela Paz.

Una edición francesa del primer libro de la serie salió en 1951 en la Colección «Rouge et Bleue» (editores GP, traducido y adaptado por G. Tyl-Cambier). El texto fue adaptado y publicado con ilustraciones a color como un libro de gran formato, que tuvo mucho éxito, veinticinco mil ejemplares que se vendieron rápidamente y una segunda edición que aparece dos años después. En 1980, una nueva edición en francés apareció y sobrevivió a varios cambios en la casa editorial: Bordas siendo sucedido por Pocket, luego Havas Poche, hasta el final de la década de los noventa.
La casa japonesa Kōdansha publicó en 1972 una traducción al japonés con dibujos de Marcela Claro Huneeus, hija de la autora. 
Una edición griega fue publicada por Kedros, Atenas, 1984. Y recientemente Anicia en Roma ha publicado la traducción italiana de cuatro de los libros.
También hay una versión bilingüe español-inglés, disponible en Chile desde fines de 2006, realizada por Lina Craddock, Ailsa Shaw y Jean Paul Beuchat.

## Película
La empresa Cineanimadores (responsables de la película animada Ogú y Mampato en Rapa Nui) y Canal 13 llevaron a cabo una versión cinematográfica de dibujos animados del libro Papelucho y el marciano. Esta fue estrenada el 17 de mayo de 2007.

## Adaptación a libro digital
En 2013, el Centro de Desarrollo de Tecnologías de Inclusión (CEDETi), perteneciente a la Pontificia Universidad Católica de Chile, con el apoyo de SENADIS y Ediciones Marcela Paz, desarrolló una adaptación digital del primer libro de Papelucho. Esta versión es accesible para personas con discapacidad sensorial.